# Sursko-Mîhailivka, Solone
Sursko-Mîhailivka (în ucraineană Сурсько-Михайлівка) este localitatea de reședință a comunei Sursko-Mîhailivka din raionul Solone, regiunea Dnipropetrovsk, Ucraina.

## Demografie
Componența lingvistică a localității Sursko-Mîhailivka
     Ucraineană (93,46%)
     Rusă (5,64%)
     Alte limbi (0,32%)
Conform recensământului din 2001, majoritatea populației localității Sursko-Mîhailivka era vorbitoare de ucraineană (93,46%), existând în minoritate și vorbitori de rusă (5,64%).